# Grande Falaise
La Grande Falaise est le nom donné pour désigner la façade maritime entre la pointe à Tortue et la pointe du Souffleur en Guadeloupe.

## Description
Située sur la randonnée pédestre menant de la Porte d'Enfer à l'anse à la Barque, il s'agit d'une falaise calcaire très fragile qui laisse des ouvertures béantes laminées par le ressac de l'océan en pleine terre jusqu'à près de 30 mètres de la falaise proprement dite. Des barrières de sécurité ont été installées à proximité des effondrements mais la friabilité de la roche demeure dangereuse car les cavités restent souvent marquées par un maintien terreux les recouvrant.

## Galerie

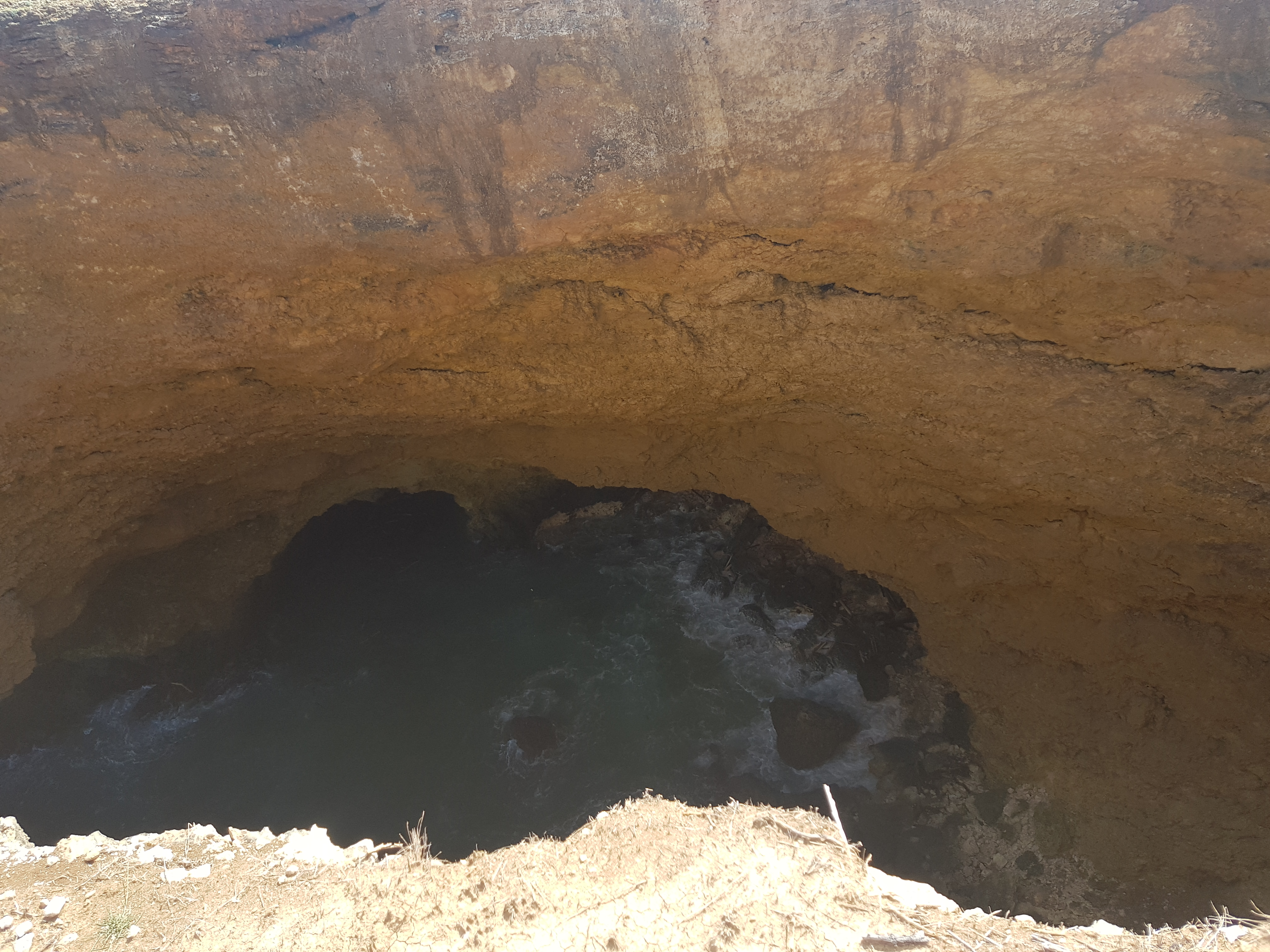
Cavité naturelle en pleine terre formée par un effondrement de la voute.
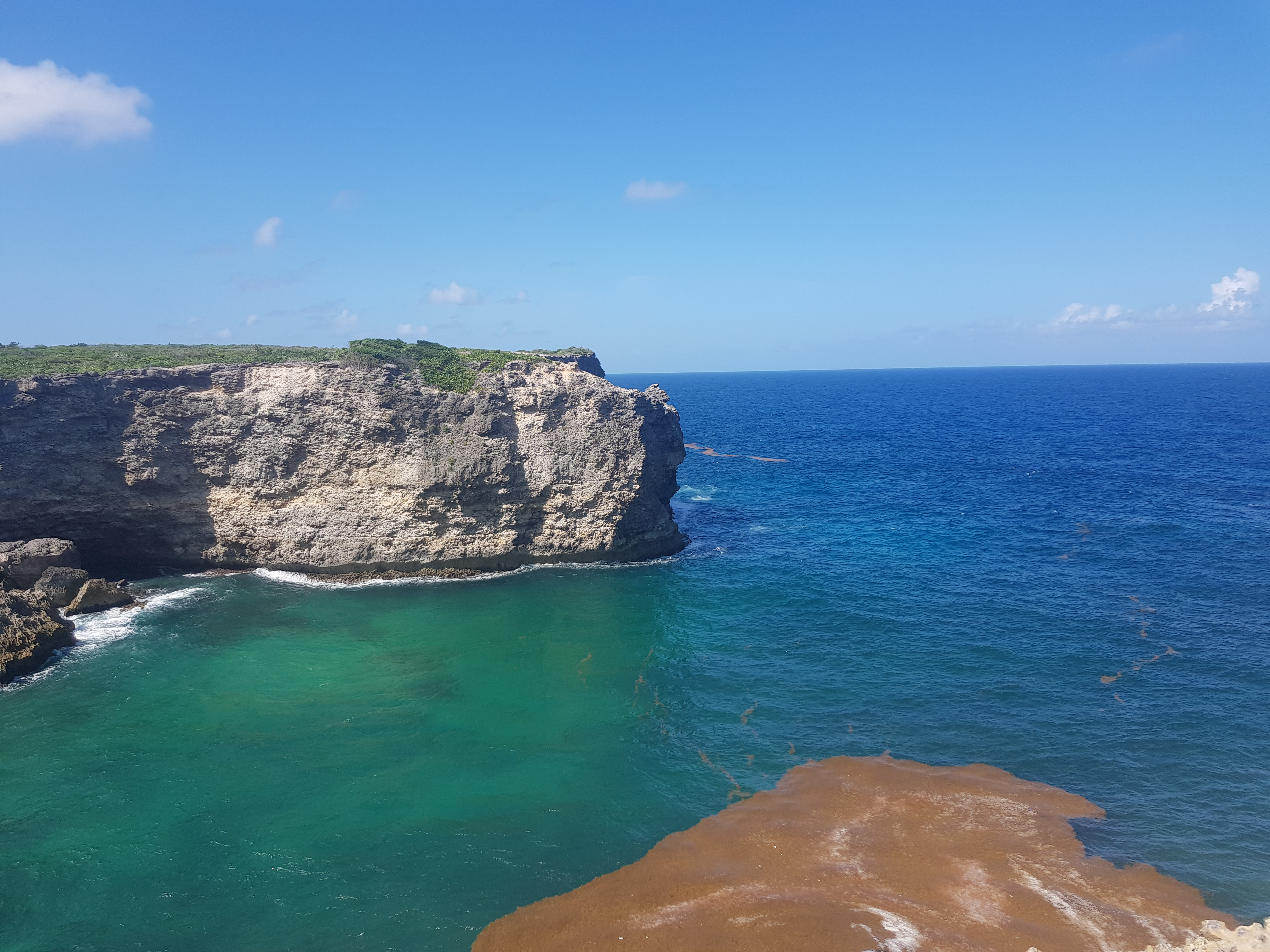
La pointe à Tortue vue de la Grande Falaise
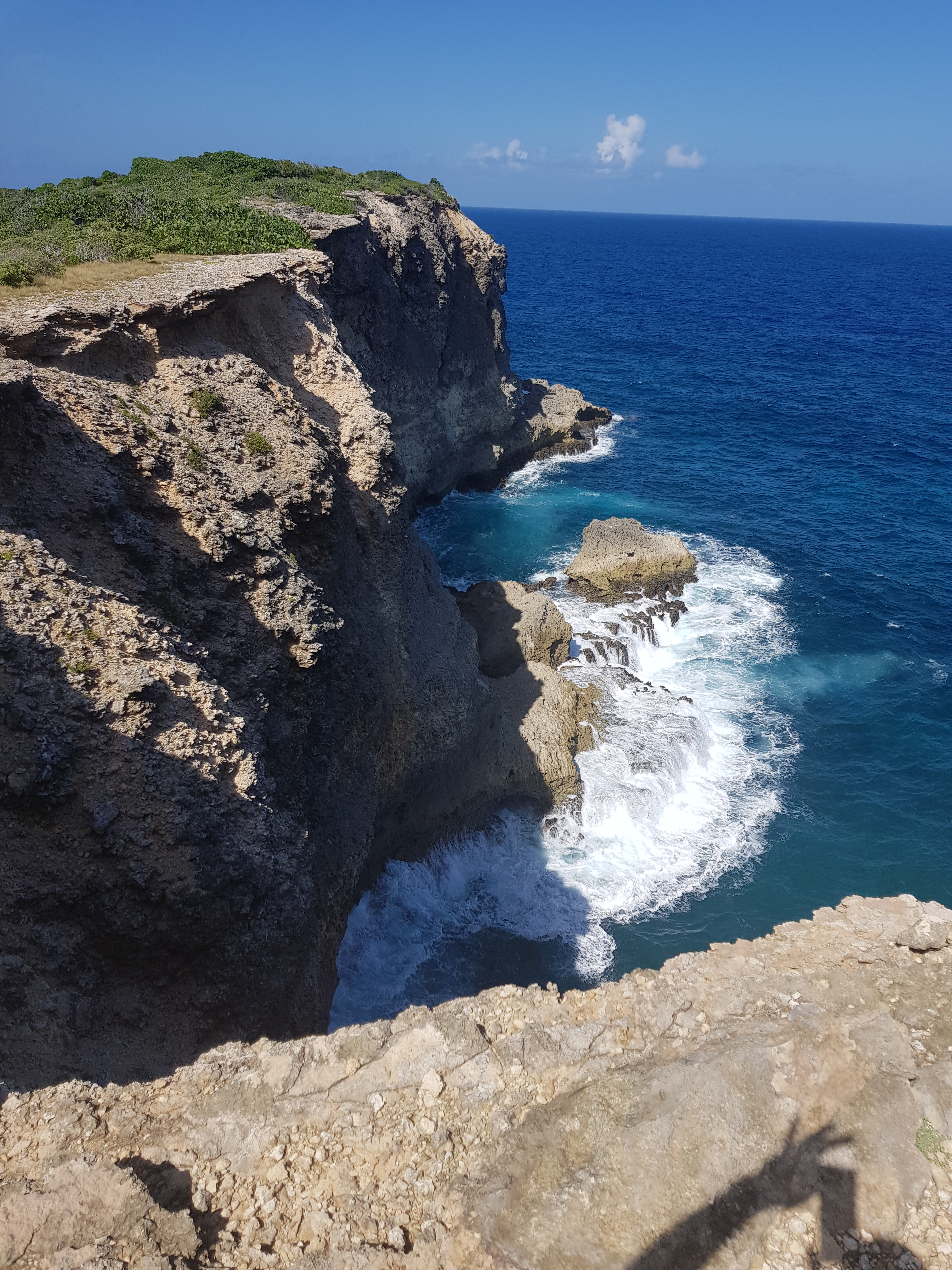
Paysage de la Grande Falaise
- La Pointe du Souffleur en vidéo